# Lúcio Calpúrnio Béstia
Lúcio Calpúrnio Béstia (m. 111 a.C.; em latim: Lucius Calpurnius Bestia) foi um político da gente Calpúrnia da República Romana eleito cônsul em 111 a.C. com Públio Cornélio Cipião Násica Serapião.

## Carreira

Reino da Numídia na época de Béstia.

Béstia foi eleito tribuno da plebe em 121 a.C. e conseguiu revogar o banimento de Públio Popílio Lenas, decretado por Caio Graco em 123 a.C.., um feito que aumentou sua popularidade entre os senadores da facção aristocrática (optimates) do Senado Romano. Em 111 a.C., conseguiu se eleger cônsul tendo Públio Cornélio Cipião Násica Serapião como colega. Foi imediatamente enviado à África para liderar a campanha contra Jugurta, o rei da Numídia. Começou atuando com muita energia contra o inimigo, mas deixou-se subornar, firmou uma paz vergonhosa sem consultar o Senado e voltou para Roma para dirigir as eleições para o ano seguinte.
Sua conduta provocou uma enorme indignação em Roma e, por pressão popular, foi aberta uma investigação sobre o assunto. Um projeto de lei contra os subornos e a corrupção foi apresentado pelo tribuno Caio Mamílio Limetano e três juízes (questiores) foram nomeados, um deles Marco Emílio Escauro, ele próprio um dos suspeitos e legado de Béstia durante a campanha.
Neste julgamento, vários personagens importantes da política romana foram condenados, incluindo Béstia, mas não sabemos qual foi a sua pena. Sabe-se que ele vivia em Roma em 90 a.C. e se exilou voluntariamente depois que a Lex Varia, que impunha um julgamento sobre todos os que haviam instigado os aliados italianos à revolta, entrou em vigor.
Segundo os autores antigos, Béstia era prudente, ativo e incansável; era também muito habilidoso nos assuntos militares e não se desesperava em situações de perigo, mas era extremamente ganancioso.